# Poa astonii
Poa astonii är en gräsart som beskrevs av Donald Petrie. Poa astonii ingår i släktet gröen, och familjen gräs. Inga underarter finns listade i Catalogue of Life.